# Billy Preston
William Everett Preston, detto Billy (Houston, 2 settembre 1946 – Scottsdale, 6 giugno 2006), è stato un musicista, cantante e polistrumentista statunitense.

## Biografia
Nato nel 1946 a Houston in Texas, si trasferì con la famiglia a Los Angeles in California all'età di tre anni. Fin da piccolissimo mostrò un precoce talento di bambino prodigio per il pianoforte. A dieci anni già accompagnava sulla scena cantanti come Mahalia Jackson, James Cleveland e Andraé Crouch. A 11 anni apparve nel popolare programma televisivo condotto da Nat King Cole con il quale si esibì in un duetto all'organo. L'anno successivo, sempre assieme a Nat King Cole, interpretò la parte del giovane W.C. Handy nel film St. Louis Blues (1958). Divenne così, con Philip Hepburn e Steven Perry, uno dei primi attori bambini afroamericani cui il cinema di Hollywood offrì una parte di rilievo lontana dai tradizionali modelli stereotipati.
Nel 1962 si unì in tournée come organista alla band musicale diretta da Little Richard. Alla fine degli anni sessanta suonò con i Beatles nell'album e film Let It Be, cosa che gli permise anche di sfondare come solista con la loro etichetta, la Apple Records. Nella sua prolifica carriera ha suonato anche con Rolling Stones, Ray Charles, Eric Clapton, Bob Dylan, Sam Cooke, Sammy Davis Jr., Miles Davis, Sly Stone, Aretha Franklin, Novecento, The Jackson 5, Quincy Jones, Elton John, Dream Theater, Red Hot Chili Peppers, Jovanotti, Zucchero Fornaciari, Nino D'Angelo, Tool, J.J. Cale. Nel 1998 comparve nel film Blues Brothers: Il mito continua, tra i molti musicisti della banda Louisiana Gator Boys che i The Blues Brothers e la loro banda sfidano in una competizione musicale.
Ebbe anche successo come autore, con le canzoni You're So Beautiful (scritta per Joe Cocker) e come interprete, in coppia con Syreeta Wright, del brano With You I'm Born Again (1980). Nel 1997 registrò l'album You and I prodotto da Lino Nicolosi e Pino Nicolosi. L'album includeva You and I, duetto con Dora Nicolosi, cantante del gruppo Novecento, e venne ripubblicato nel 2003.
Billy Preston morì a 59 anni, a causa di una pluriennale ipertensione maligna e conseguente malattia ai reni, per la quale aveva subito anche un trapianto nel 2002. La sua salute continuò a peggiorare anche dopo l'intervento. Si ricoverò volontariamente in una clinica riabilitativa a Malibù, in California, ma lì si ammalò di pericardite, che gli causò problemi respiratori. Il 21 novembre 2005 entrò in coma. Il decesso avvenne il 6 giugno 2006, a Scottsdale, Arizona.

### La collaborazione con i Beatles
Preston, che era venuto per la prima volta in contatto con i Beatles nel 1962 quando il quartetto di Liverpool aveva compiuto una tournée britannica insieme a Little Richard, aveva collaborato con loro nell'ultimo periodo di attività del gruppo. In particolare nell'album Let It Be nei brani Let It Be, I Me Mine e I've Got a Feeling, partecipò anche al film documentario dell'ultimo concerto dei Beatles suonando insieme a loro nel celebre concerto sul tetto della Apple. Preston collaborò inoltre (con un ruolo abbastanza limitato) anche nell'album Abbey Road in particolare in I Want You (She's So Heavy) e Something. 
È stato l'unico musicista con il quale i Beatles abbiano condiviso il nome sull'etichetta di un disco: il singolo Get Back (1969), infatti, figura eseguito da «I Beatles con Billy Preston». Dopo lo scioglimento dei Beatles, Preston continuerà a collaborare con George Harrison; lo troviamo in My Sweet Lord e Harrison, a sua volta, è presente in molti pezzi dell'album Encouraging Words.
Nel 1973 il singolo Will It Go Round in Circles arrivò primo nella Billboard Hot 100 per due settimane. Nel 1974 Nothing from Nothing arrivò primo nella Billboard Hot 100, poi incluso nella colonna sonora del film Gimkana pazza (1975). Preston diede inoltre un notevole contributo e partecipò nel 1974 al tour del Concerto per il Bangladesh e nel 2002, dopo la morte di Harrison, al Concert for George. Preston collaborò in alcuni singoli anche con John Lennon e Ringo Starr.

## Discografia parziale

### Album
- 1965 - The Most Exciting Organ Ever
- 1966 - The Wildest Organ in Town
- 1969 - That's the Way God Planned It
- 1970 - Encouraging Words
- 1971 - I Wrote a Simple Song
- 1972 - Music Is My life
- 1973 - Everybody Likes Some Kind of Music
- 1974 - Live European Tour 1973
- 1974 - The Kids and Me
- 1975 - It's My Pleasure
- 1976 - Billy Preston
- 1977 - A Whole New Thing
- 1979 - Late at Night
- 1981 - The Way I Am
- 1982 - Pressin' On
- 1984 - On The Air
- 1986 - You Can't Keep a Good Man Down
- 1991 - Heroes - Remix
- 1995 - Billy's Back
- 2003 - You and I (feat. Novecento)

### Partecipazioni e collaborazioni
- 1969 - Abbey Road (The Beatles) (suona in Something e I Want You (She's So Heavy))
- 1969 - Let It Be suona in " Get Back " , " I got a feeling" , " Dig It " , I me mine " ," One After 909 "
- 1969 " Don't let me down " Lato B del singolo Get Back/Don't Let Me Down (The Beatles)
- 1970 - All Things Must Pass (George Harrison)
- 1970 - John Lennon/Plastic Ono Band (John Lennon)
- 1971 - Sticky Fingers (Rolling Stones)
- 1971 - The Concert for Bangla Desh (George Harrison and Friends, live)
- 1971 - There's a Riot Goin' On (Sly & the Family Stone)
- 1972 - Exile on Main Street (Rolling Stones) (suona in Shine a Light)
- 1973 - Ringo (Ringo Starr)
- 1973 - Goats Head Soup (Rolling Stones)
- 1973 - Living in the Material World (George Harrison)
- 1974 - Dark Horse (George Harrison)
- 1974 - Goodnight Vienna (Ringo Starr)
- 1974 - It's Only Rock 'n Roll (Rolling Stones)
- 1975 - Blood on the Tracks (Bob Dylan)
- 1975 - You Are So Beautiful (Joe Cocker)
- 1976 - Thirty Three & 1/3 (George Harrison)
- 1976 - Black and Blue (Rolling Stones)
- 1978 - Sgt. Pepper's Lonely Hearts Club Band (il film, nella parte di Sgt. Pepper)
- 1982 - Gone Troppo (George Harrison)
- 1988 - Hallelujah (Here She Comes) (U2) (b-side del singolo Desire)
- 1990 - Ringo Starr and His All-Starr Band...
- 1990 - Giovani Jovanotti (Jovanotti)
- 1991 - ...e la vita continua (Nino D'Angelo)
- 1996 - Organic (Joe Cocker)
- 2001 - Reptile (Eric Clapton)
- 2001 - One More Car, One More Rider (Eric Clapton)
- 2001 - Songs from the West Coast (Elton John)
- 2002 - Concert for George (Eric Clapton)
- 2003 - Get Born (Jet)
- 2004 - Me and Mr. Johnson (Eric Clapton)
- 2005 - Choose Love (Ringo Starr)
- 2005 - Back Home (Eric Clapton)
- 2006 - The Road to Escondido (J.J. Cale & Eric Clapton)
- 2006 - Stadium Arcadium (Red Hot Chili Peppers)

## Citazioni
Billy Preston viene citato in China Town (singolo del rapper italiano Caparezza, il terzo estratto dal sesto album in studio Museica e pubblicato il 29 agosto 2014) con -Ho dato un nuovo volto a questi capelli da Billy Preston.-